# Serhij Bołbat
Serhij Serhijowycz Bołbat, ukr. Сергій Сергійович Болбат (ur. 13 czerwca 1993 roku w Wołnowasze, w obwodzie donieckim) – ukraiński piłkarz, grający na pozycji pomocnika lub napastnika, reprezentant Ukrainy.

## Kariera piłkarska

### Kariera klubowa
Wychowanek klubów Szachtar Donieck i UOR Donieck, barwy których bronił w juniorskich mistrzostwach Ukrainy (DJuFL). W 2011 rozpoczął karierę piłkarską w trzeciej drużynie Szachtara Donieck. 2 września 2013 został wypożyczony do Metałurha Donieck. 27 sierpnia 2014 został wypożyczony do Metalista Charków. 20 lipca 2015 został wypożyczony do belgijskiego KSC Lokeren. Od 7 lipca 2017 gra na zasadach wypożyczenia w FK Mariupol. W końcu maja 2018 opuścił mariupolski klub.

### Kariera reprezentacyjna
Od 2013 bronił barw młodzieżowej reprezentacji Ukrainy. 22 maja 2014 debiutował w narodowej reprezentacji Ukrainy w wygranym 2:1 meczu z Nigrem.

## Sukcesy i odznaczenia
- mistrz Ukraińskiej Pierwszej Ligi: 2013
- brązowy medalista Ukraińskiej Pierwszej Ligi: 2012